# Susłogon arktyczny
Susłogon arktyczny, dawniej także: suseł północny (Urocitellus parryii) – gatunek gryzonia z rodziny wiewiórkowatych (Sciuridae). Długość ciała u populacji amerykańskich 30–40 cm, a syberyjskich 24–33 cm, długość ogona 10–16 cm, ciężar 700–800 g. Populacje zamieszkujące tereny bardziej wysunięte na północ mają średnio większe rozmiary ciała od populacji południowych.

## Systematyka
W 2009 roku amerykańscy zoolodzy Kristofer M. Helgen, F. Russell Cole, Lauren Helgen i Don E. Wilson przedstawili opracowanie rewidujące dotychczasowy podział systematyczny rodzaju Spermophilus. Spermophilus parryii został przez nich zaliczony do nowego rodzaju Urocitellus utworzonego z dawnego podrodzaju Urocitellus Obolenskij i otrzymał nazwę systematyczną Urocitellus parryii.

## Morfologia
Futro na grzbiecie czerwonawo-brązowe z ciemniejszą głową, na brzuchu jasne. Ma jasne, wyraźne plamki na grzbiecie. Końcówka ogona czarna.

## Tryb życia
Żyje w norkach o głębokości maksymalnie 3 metrów i 15 m długości, zwykle jednak są one płytsze i krótsze, zwłaszcza w rejonach rozwiniętej wiecznej zmarzliny. W odróżnieniu od większości innych gatunków nie buduje pionowych ujść norek. Zagęszczenie osobników na hektar bardzo zmienne, maksymalnie do 200 osobników. Pokarm susła północnego jest wyjątkowo, jak na susły, zróżnicowany. Je trawy, zioła, bulwy, nasiona, jagody oraz owady, ale także grzyby, liście niektórych drzew, padlinę i jaja ptaków. Jesienią gromadzi w norce zapas roślinnego pokarmu, ale spożywa go dopiero bezpośrednio po obudzeniu się ze snu zimowego. Aktywny tryb życia prowadzi wyłącznie od 5 rano do 20. Nawet w czasie arktycznego dnia trwającego przez prawie całą dobę nie opuszcza norki po godzinie 20. Zapada w długi sen zimowy trwający 7,5–8 miesięcy (od końca sierpnia do końca kwietnia). W czasie snu temperatura ciała pod skórą spada nawet do minus 4 °C, a w populacji jakuckiej do minus 10 °C. W związku z tym posiada specyficzne rodzaje białek w komórkach chroniące tkanki przed zamarznięciem. Ciąża trwa 25 dni. Miot ma raz w roku, w końcu maja: 8–10 młodych.

## Siedlisko
Występuje na Alasce i w północnej Kanadzie, a także na Syberii, na wschód od rzeki Lena. Zamieszkuje obszary niezalesione (stepy, tundry, łąki) oraz obrzeża lasów liściastych. W górach spotykany do wysokości 1400 m n.p.m. Na terenach z wysokim lustrem wód gruntowych oraz z wieczną zmarzliną zasiedla drobne wyniesienia, powyżej poziomu wód i lodu.
Obserwuje się dobrą adaptację susła arktycznego do życia w siedliskach ludzkich, w tym dużych miastach, gdzie spotyka się znaczne populacje, szczególnie w okolicach śmietników, na których chętnie żerują.